# Crescendo (película)
Crescendo es un cortometraje de 2011 dirigido por Alonso Álvarez Barreda y protagonizado por Montserrat Espadalé, Ali Landry y Patrick Nuo. El corto fue galardonado en importantes eventos internacionales como el Festival de Cine de Heartland, el Festival de Cine de Rochester, el Festival de Cine de San Antonio y el Festival de Cine Latino de San Diego, entre otros.

## Sinopsis
En el marco del Sacro Imperio Romano del siglo XVIII, una serie de acontecimientos convertirán un día ordinario en una experiencia extraordinaria para una mujer cuya vida nunca será la misma tras dar a luz a uno de los mayores genios musicales de todos los tiempos.

## Reparto principal
- Montserrat Espadalé es María Magdalena.
- Ali Landry es la maestra.
- Patrick Nuo es Adalric.